# Metuchen

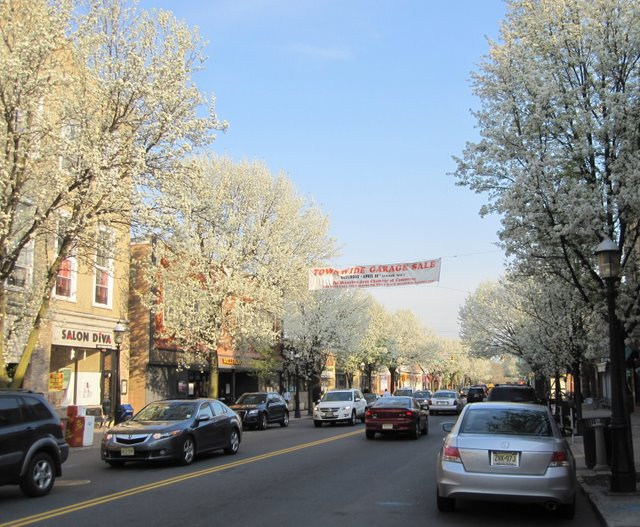
Main Street, Metuchen, New Jersey (2011)

Metuchen [məˈtʌtʃən] ist eine Stadt umgeben vom Edison Township im Middlesex County, New Jersey, USA. Das U.S. Census Bureau hat bei der Volkszählung 2020 eine Einwohnerzahl von 15.049 ermittelt.

## Geographie
Nach den Angaben des United States Census Bureaus hat die Stadt eine Gesamtfläche von 7,1 km2, wobei keine Wasserflächen miteinberechnet sind.

## Demographie
Nach der Volkszählung von 2000 gibt es 12.840 Menschen, 4.992 Haushalte und 3.584 Familien in der Stadt. Die Bevölkerungsdichte beträgt 1.809,3 Einwohner pro km2. 84,38 % der Bevölkerung sind Weiße, 5,30 % Afroamerikaner, 0,10 % amerikanische Ureinwohner, 7,23 % Asiaten, 0,00 % pazifische Insulaner, 1,12 % anderer Herkunft und 1,86 % Mischlinge. 3,96 % sind Latinos unterschiedlicher Abstammung.
Von den 4992 Haushalten haben 32,5 % Kinder unter 18 Jahre. 58,8 % davon sind verheiratete, zusammenlebende Paare, 10,0 % sind alleinerziehende Mütter, 28,2 % sind keine Familien, 23,0 % bestehen aus Singlehaushalten und in 9,6 % Menschen sind älter als 65. Die Durchschnittshaushaltsgröße beträgt 2,57, die Durchschnittsfamiliengröße 3,05.
23,3 % der Bevölkerung sind unter 18 Jahre alt, 5,3 % zwischen 18 und 24, 31,3 % zwischen 25 und 44, 25,2 % zwischen 45 und 64, 14,9 % älter als 65. Das Durchschnittsalter beträgt 40 Jahre. Das Verhältnis Frauen zu Männer beträgt 100:91,6, für Menschen älter als 18 Jahre beträgt das Verhältnis 100:87,1.
Das jährliche Durchschnittseinkommen der Haushalte beträgt 75.546 USD, das Durchschnittseinkommen der Familien 85.022 USD. Männer haben ein Durchschnittseinkommen von 58.125 USD, Frauen 43.097 USD. Der Pro-Kopf-Einkommen der Stadt beträgt 36.749 USD. 3,9 % der Bevölkerung und 3,4 % der Familien leben unterhalb der Armutsgrenze, davon sind 3,6 % Kinder oder Jugendliche jünger als 18 Jahre und 4,9 % der Menschen sind älter als 65.

## Religion
Metuchen ist Sitz des römisch-katholischen Bistums Metuchen.

## Söhne und Töchter der Stadt
- David Copperfield (* 1956), Zauberkünstler
- Kristen Edmonds (* 1987), Fußballspielerin